# Charneux (Herve)
Charneux is een dorp in de Belgische provincie Luik, behorende tot de gemeente Herve. In het dorp bevindt zich de Sint-Sebastiaankerk, die gebouwd is op een driehoekig Frankisch plein.

## Geschiedenis
Tot de opheffing van het hertogdom Limburg hoorde Charneux tot de Limburgse hoogbank Herve. Net als de rest van het hertogdom werd Charneux bij de annexatie van de Zuidelijke Nederlanden door de Franse Republiek in 1795 opgenomen in het toen gevormde departement Ourthe.

## Demografische ontwikkeling
- Bronnen:NIS, Opm:1831 tot en met 1970=volkstellingen; 1976 = inwoneraantal op 31 december

## Bezienswaardigheden
- Croix de Charneux met observatiepost MN29 en monument
- Sint-Sebastiaankerk
- Kasteel en hoeve van Haméval (1588)

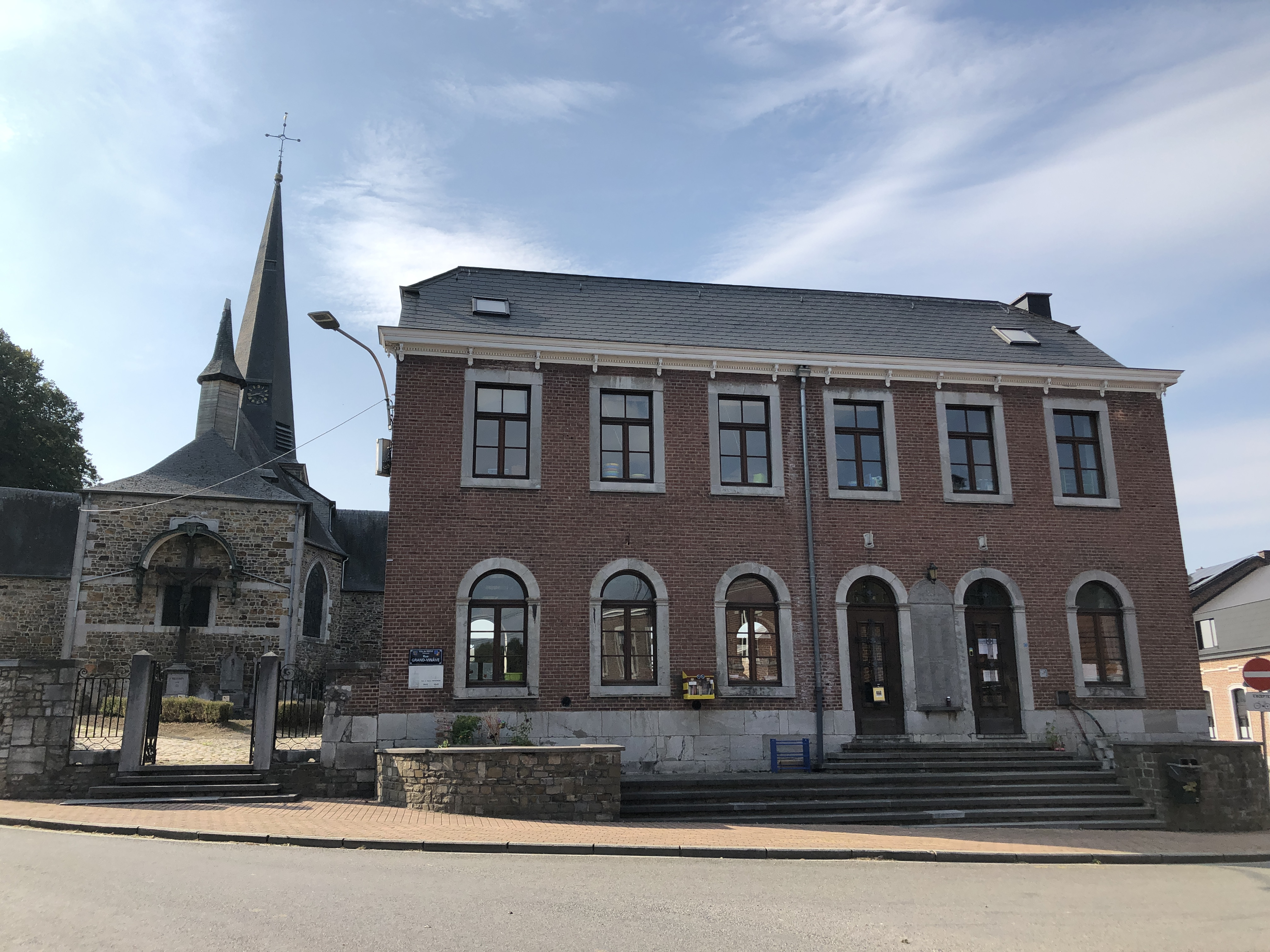
Vml. gemeentehuis
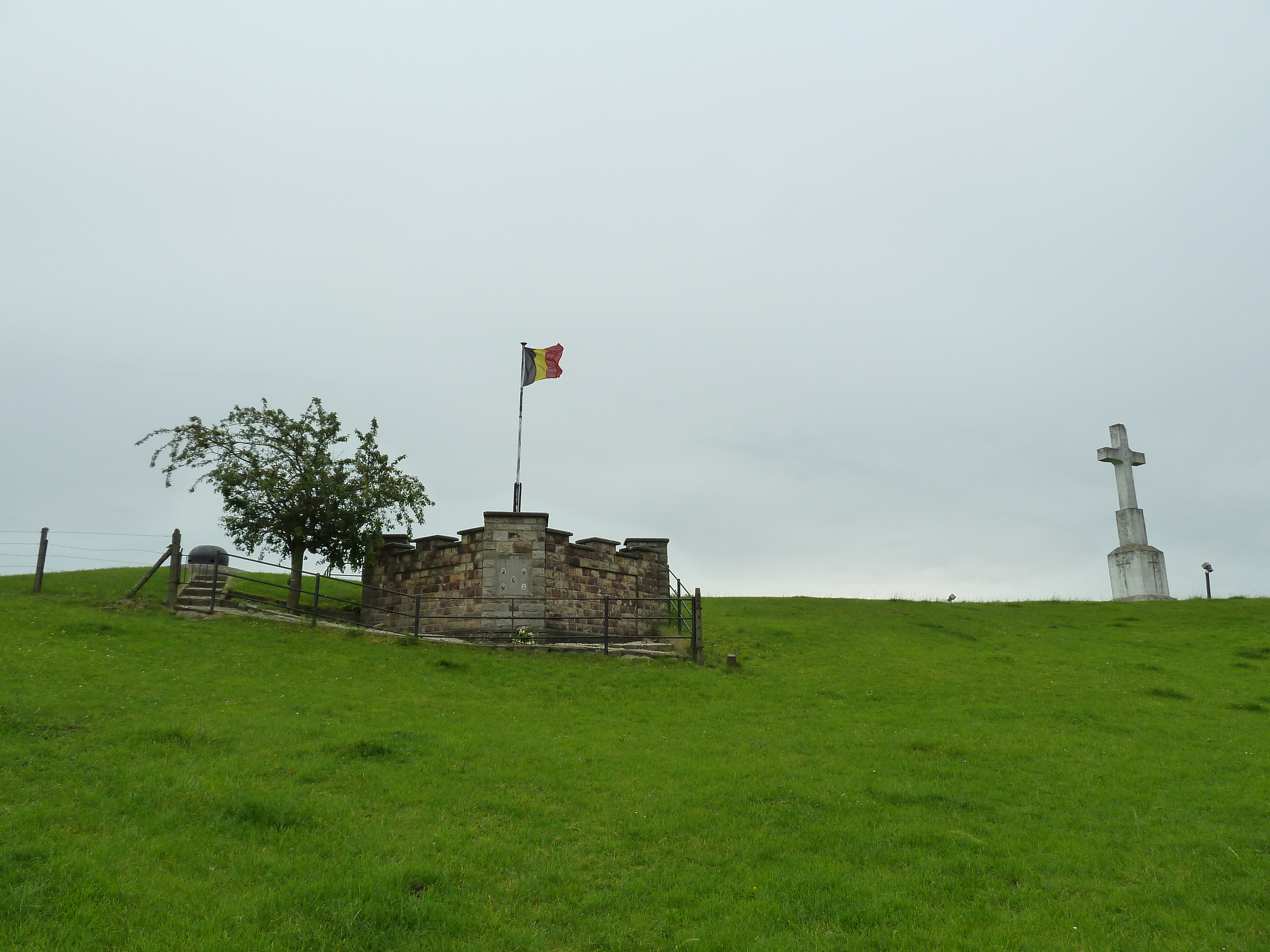
Kruis met MN29-bunker
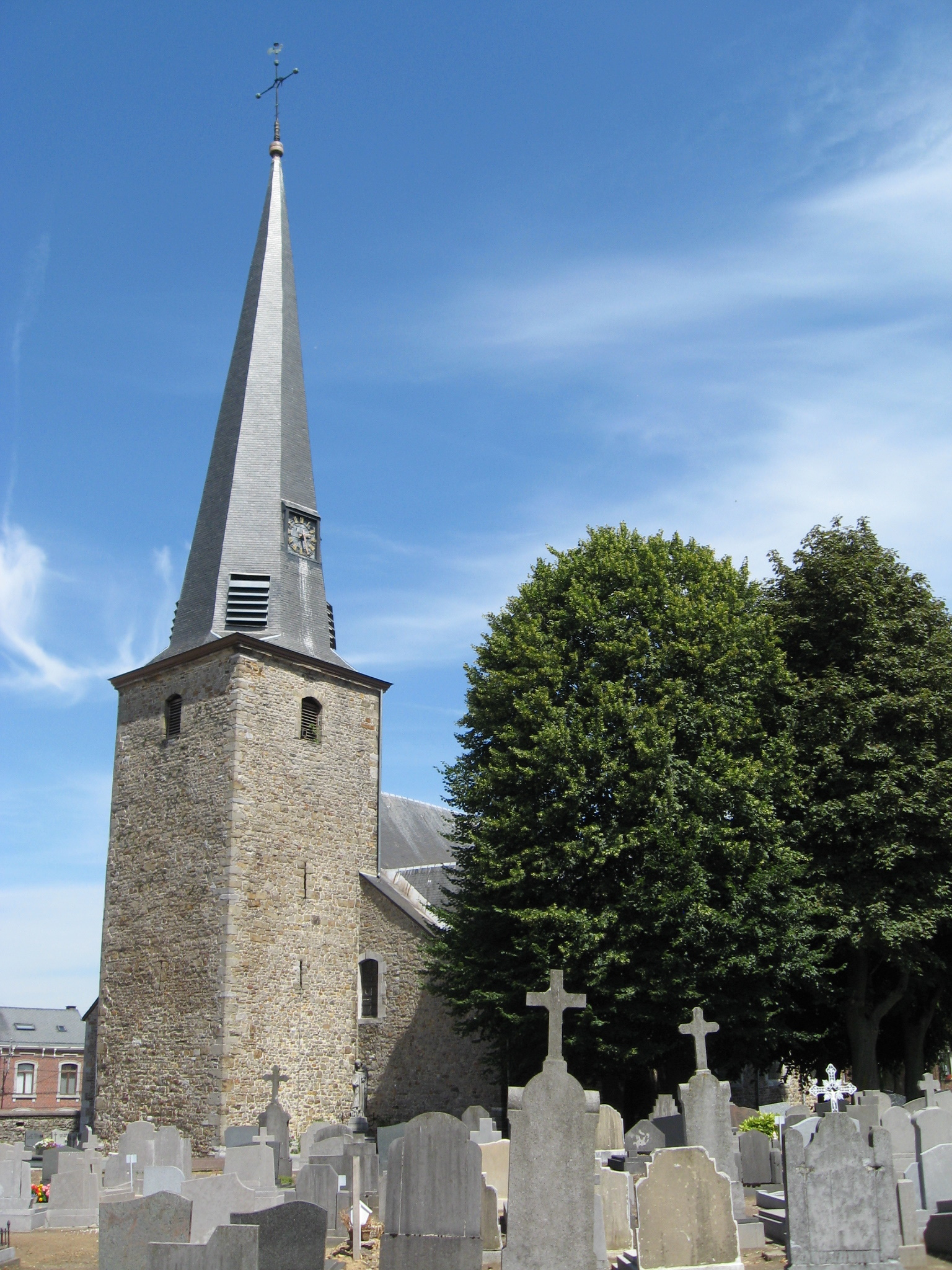
Sint-Sebastiaankerk
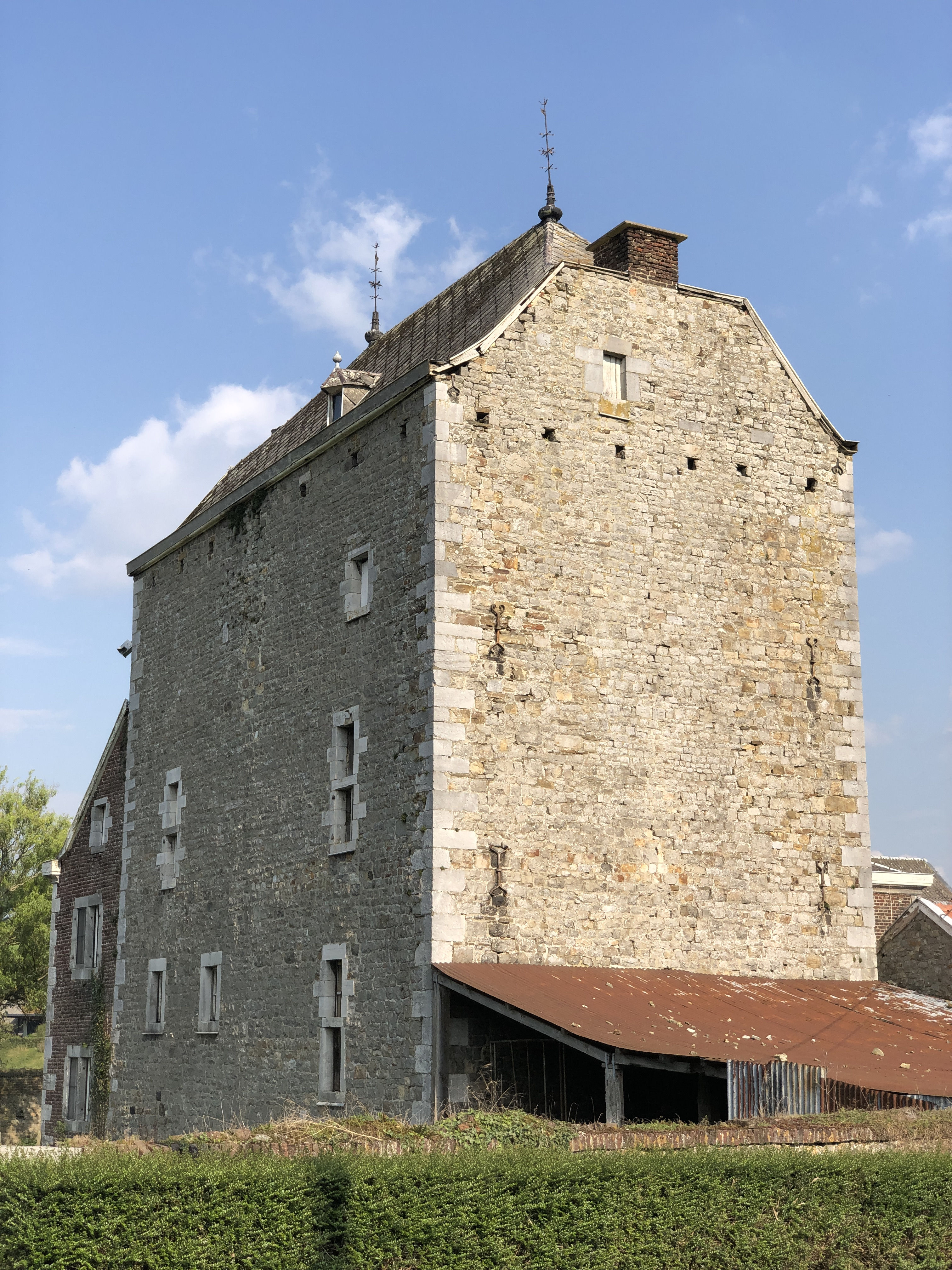
Kasteel van Haméval

## Natuur en landschap
Charneux ligt op het Plateau van Herve op een hoogte van ongeveer 230 meter. Charneux heeft een landelijke omgeving. In het noorden wordt Charneux begrensd door de Berwijn. Door het dorp stroomt het beekje Monty, dat na de samenvloeïng met de Rosmel verder gaat als Ruisseau d'Asse en die uitmondt in de Berwijn.

## Nabijgelegen kernen
La Minerie, Abdij van Val-Dieu, Herve, Battice, Julémont
Deelgemeente: Battice · Bolland · Charneux · Chaineux · Grand-Rechain · Herve · Julémont · Xhendelesse

Overige kernen: Asse · Bellefontaine · Bruyères · Gurné · Holliguette · Hubertfays · José · Les Fawes · Manaihant · Noblehaye  · Renouprez · Sauvenière · Xhéneumont

Belgische gemeenten · arrondissement Verviers · provincie Luik · Wallonië